# スーパーガール (2026年の映画)
『スーパーガール（原題）』(Supergirl) は、クレイグ・ギレスピーが監督、アナ・ノゲイラが脚本を務める2026年6月26日米公開予定のスーパーヒーロー映画。
DCコミックスの「スーパーガール」を基にした実写映画作品。DCスタジオが展開する『DCユニバース (DCU)』シリーズの映画第2作目。

## 登場人物/キャスト

### クリプトン星
カーラ・ゾー＝エル / スーパーガール
演 - ミリー・オールコック
本作の主人公でカル＝エルの従姉妹。
ゾー=エル
演 - デヴィッド・クラムホルツ
スーパーガールの父親。
アルーラ・イン＝ゼ
演 - エミリー・ビーチャム
スーパーガールの母親。
クリプト・ザ・スーパードッグ
演 - ジョリーン

### その他
イエロー・ヒルズのクレム
演 - マティアス・スーナールツ
本作のヴィラン。
ルーシー
演 - イヴ・リドリー
ロボ
演 - ジェイソン・モモア
エイリアンの賞金稼ぎ。

## スタッフ
- 監督：クレイグ・ギレスピー[5][6]
- 脚本：アナ・ノゲイラ（英語版）[7]
- 製作：ジェームズ・ガン、ピーター・サフラン
- 製作総指揮：ナイジェル・ゴステロフ、シャンタル・ノング・ヴォ、ラーズ・P・ウィンテル
- 撮影監督：ロブ・ハーディ[8]

## 製作

### 撮影
2025年1月13日、撮影開始。

### キャスティング
2024年1月10日、スーパーガール役の候補としてミリー・オールコック、エミリア・ジョーンズ、メグ・ドネリーの3人が残りスクリーンテストを受けると報じられた。同年1月23日（現地時間）にスクリーンテストが行われ、オールコックとドネリーの2人が最終候補に残ったと発表された。そして同年1月29日にミリー・オールコックがスーパーガール役に決定された。